# ナイン・ソウルズ
『ナイン・ソウルズ』は、2003年に公開された日本映画で、『ポルノスター』『青い春』と続いてきた豊田利晃監督による青春3部作の完結編。

## ストーリー
薄暗い刑務所の13号室に、金子未散（松田龍平）が入室した。未散は10年間の引きこもりの末、弟と口論をしていた父親を殺害した。
そこには未散以外に9人の男たちがいた。室長的存在の長谷川虎吉（原田芳雄）は息子殺しで服役中。伝説の暴走族の車一馬（千原浩史）は仲間を4人殺している。生まれつきの不良で孤児院育ちの宍戸ラン（鬼丸）。AVの帝王、亀井富士夫（板尾創路）は彼女の浮気を知り、相手の男を殺した。猿渡清（KEE）は横須賀のプッシャー。医者だった白鳥ひでみ（マメ山田）は患者の申し出を断りきれず、自殺幇助の罪を被った。乾真一（鈴木卓爾）は爆弾魔で懲役15年。牛山一郎（大楽源太）はキレたら止まらない男だ。
9人目の自称偽札王の山本（國村隼）は自分が通っていた富士山麓の小学校のタイムカプセルに大金を隠してあるという話を残して精神の異常をきたし、看守らに連れ去られた。
うっすらと光の差し込む灰色の部屋で、未散と8人が簡素な食事を取っていた時、何処からともなく鼠が入ってきた。脱走の名人の白鳥は鼠の入り口を見つけ、9人はその穴から脱走することに成功。彼らは暗闇の中を開放感と共に疾走する。山中でヒッチハイクした赤いバンの運転手を木に縛りつけ、一馬がハンドルを握った。9つの魂を乗せたバンは、山本が話していた富士山麓の小学校にあるお宝を目指して走りだした。途中、虎吉の刑務所仲間だった中山（井上順）という男の家に寄り、家中を引っ掻き回したあげく、何事もなかったかのように立ち去っていく男たち。その後も、神社の賽銭を盗んだり、道端の小さな商店を襲ったり、女装して食堂に入るなど、その道中はいたって騒々しく流れていく。
最初はお互いに反目しあいながらも、徐々に一つの仲間になろうとしていた9人だが、未散だけは心を開くことができずにいた。途中、偶然立ち寄ったストリップ小屋で愛する人（伊東美咲）と運命的な再会を果たした白鳥は、そこに残ることを決意しバンを降りた。そして、8人となった男たちは、何とか目的地である小学校にたどり着く。校庭でタイムカプセルを開ける彼らの目は期待に膨らんでいた。しかし、出てきたものは大金ではなく、「何でも開く未来の鍵」と書かれたガラスの鍵だった。途方にくれる彼等を前に、未散はその鍵をそっとポケットにしのばせた。朝焼けの中、うっすらと姿を現す富士山を眺める8人。目的の金はなかったが、彼らの心には生まれて初めての充実感と新たな決意が生まれていた。
そして示し合わせたように彼らは徐々に離れていく。昔の女の所に行く者。立ち寄った店で働きだす者…つかの間の幸福を手に入れたように見えたが、結局、彼らはどうしても普通に生きていくことが出来ない。逮捕や死が彼らを待ち受けていた。高速道路から東京の灰色の高層ビル群が見え始めたころには、虎吉、未散、一馬、乾の4人だけになっていた。東京に着き、隠れるようにビルの間に車を止め、集合時間を決めてバラバラになる4人。テレビのニュースでは盛んに彼らのことを取り上げていた。夕暮れの東京に激しい雨が降る。乾は都会の真ん中で持病の発作を起こし倒れた。一馬は土手で昔の暴走族仲間に刺されてしまう。虎吉は娘ユキ（松たか子）の結婚式に駆けつけた。ウェディングドレス姿のユキを前にパチンコ屋から奪ってきた現金を差し出す虎吉は、過去の過ちを清算しようとするが、ユキはそれを拒んだ。
テレビには未散の弟ノボル（瑛太）が映っている。「兄を死刑にしろ」。昔とは変わってしまった弟の姿を見て激しい怒りを感じた未散はノボルの会社に向かう。ノボルは変わろうとしなかった未散を責め、「それでも人間か」と言い放つが、未散は隠し持っていたレンガでノボルに襲い掛かる。戻りの遅い未散を心配した虎吉はバンを発進させた。そして、未散が立てこもっているビルの下で何度もクラクションを鳴らす。その音に導かれるように未散は立ち上がり、ガラスの鍵を外に向けて差し出した。閉ざされた心がゆっくりと開いていく。

## スタッフ
- 監督・脚本：豊田利晃
- 製作：竹井正和、瀬崎巌、石川富康
- プロデューサー：菊地美世志、小西啓介
- 企画：孫家邦
- 撮影：藤澤順一
- 照明：小野晃
- 衣装：宮本まさ江
- 編集：日下部元孝
- 録音：柿澤潔
- 美術：原田満生
- 助監督：大津是
- 音楽：dip
- メイキング：川野浩司

## 出演
- 長谷川虎吉：原田芳雄
- 金子未散：松田龍平
- 車一馬：千原浩史
- 宍戸ラン：鬼丸
- 亀井富士夫：板尾創路
- 猿渡清：KEE
- 白鳥ひでみ：マメ山田
- 乾真一：鈴木卓爾
- 牛山一郎：大楽源太
- ユリナ：伊東美咲
- 佳子：京野ことみ
- ミサオ：唯野未歩子
- 希新：今宿麻美
- ガン子：鈴木杏
- ユキ：松たか子
- 定食屋の主人：藤木悠
- 駄菓子屋の主人：麿赤兒
- 元偽札王 山本：國村隼
- タモリ：北村一輝
- 金子ノボル：瑛太
- 中山：井上順